# مرغ باران سیاه
مرغ باران سیاه (نام علمی: Procellaria parkinsoni) نام یک گونه از تیره کبوتردریاییان است.